# Bataille de Poplar Grove
Seconde guerre des Boers
Batailles
Raid Jameson (décembre 1895 - janvier 1896)
- Doornkop

Front ouest (octobre 1899 - juin 1900)
- Kraaipan
- Belmont
- Graspan
- Modder River
- Stormberg
- Magersfontein
- Kimberley
- Paardeberg
- Poplar Grove
- Driefontein
- Sand River
- Mafeking
- Doornkop
- Biddulphsberg
- Lindley
- Diamond Hill

Front est (octobre 1899 - août 1900)
- Talana Hill
- Elandslaagte
- Rietfontein
- Bataille de Ladysmith
- Colenso
- Spion Kop
- Vaal Krantz
- Siège de Ladysmith
- Libération de Ladysmith
- Bergendal

Raids et guérillas (mars 1900 - mai 1902)
- Sanna's Post
- Mostertshoek
- Jammerbergdrift
- Roodewal
- Bothaville
- Leliefontein
- Nooitgedacht
- Vlakfontein
- Groenkloof
- Elands River
- Bloedrivier Poort
- Bakenlaagte
- Groenkop
- Tweebosch
- Rooiwal

La bataille de Poplar Grove fut une bataille de la seconde guerre des Boers tenue le 7 mars 1900. La victoire britannique ouvrit, après une dernière bataille à Driefontein le 10 mars, la voie à la capture de la capitale de l'État libre d'Orange Bloemfontein le 13 mars.

## Rétroactes
La reddition des 4 000 hommes de Piet Cronjé lors de la bataille de Paerdeberg le 27 février fut un revers majeur pour les Boers, ayant perdu en une seule bataille 10 % de leurs effectifs. La voie était maintenant ouverte pour les forces du Maréchal Roberts pour pénétrer au cœur des républiques boers et s'emparer de leurs capitales et villes importantes, Bloemfontein, Pretoria et Johannesburg.
Les troupes boers étaient cependant encore nombreuses sur leur chemin.

## La bataille
Les Boers avaient établi des tranchées entre de petites collines à Poplar Grove de part et d'autre de la Modder River, à 50 kilomètres à l'est de Kimberley. Ce qui constituait le dernier site naturel de défense avant Bloemfontein.
Roberts, pensant pouvoir réitérer la tenaille mise en place à Paardeberg, envoya John French et sa cavalerie contourner largement la position boer par la gauche par un long détour, pour éventuellement attaquer le laager et couper la retraite vers Bloemfontein.
Les trois divisions d'infanterie devaient alors attaquer le flanc droit : Kelly-Kenny (en) et les 6e et 7e divisions sur la rive sud de la rivière, et la 9e division de Colville et quelques troupes d'infanterie montée sur la rive nord. Tout était en place pour prendre au piège les troupes boers comme 10 jours auparavant à Paardeberg.
Les Boers choisirent cependant la fuite dès qu'ils aperçurent la cavalerie de French. Celle-ci, aux montures en piteux état depuis Paardeberg, ne put mener longtemps la poursuite.
L'intervention de Christiaan De Wet permit de sauver l'essentiel du matériel lourd de la bataille.

## Après la bataille
Bloemfontein fut capturée 6 jours plus tard, sans tirer un coup de feu, avec des combattants boers désormais retirés dans les campagnes. Le fuite des Boers redonna confiance à Roberts quant à une issue rapide de la guerre. Les Boers selon lui démoralisés, avec la seconde capitale Pretoria capturée sous peu, ce qu'il pensait dès lors consacrer la fin de l'indépendance boer et de la guerre. La guerre ne prit cependant fin que deux ans plus tard, les kommandos boers ayant décidé de poursuivre la guerre à travers des actions de sabotage et de guérilla.

## Sources
- (en) Rayne Kruger, Goodbye Dolly Gray : the story of the Boer War, Londres, Pimlico, coll. « Pimlico » (no 189), 1996, 539 p. (ISBN 978-0-7126-6285-7)
- (en) Thomas Pakenham, The Boer War, Johannesbourg, Jonathan Ball, 1997, 2e éd. (ISBN 978-1-86842-202-9)